# Joe Gilliam
Joseph Wiley Gilliam, Jr. (Charleston, 29 dicembre 1950 – Nashville, 25 dicembre 2000) è stato un giocatore di football americano statunitense che ha militato nel ruolo di quarterback nella National Football League (NFL).

## Carriera

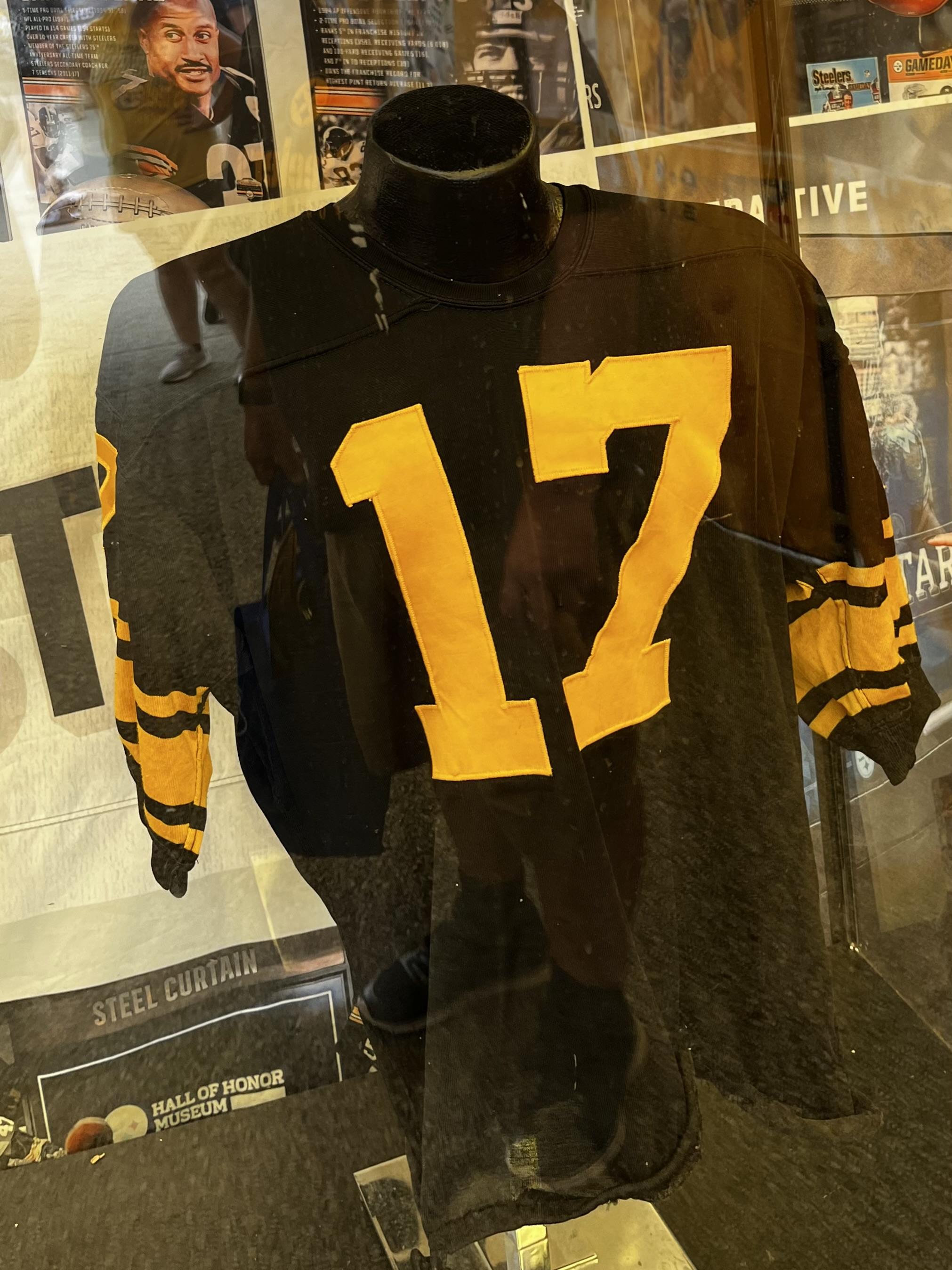
La maglia di Gilliam in mostra al training camp degli Steelers nel 2024

Gilliam fu scelto dai Pittsburgh Steelers nell'11º giro del Draft NFL 1972, come 273º assoluto). Disputò la prima gara come titolare nel Monday Night Football della settimana 12 contro i Miami Dolphins il 3 dicembre 1973. (La gara fu un disastro per Gilliam: lanciò sette passaggi, tutti incompleti, e subì tre intercetti da Dick Anderson, incluso uno ritornato da Miami in touchdown.) Prima della stagione regolare 1974, il capo-allenatore degli Steelers Chuck Noll affermò che la competizione per il ruolo di quarterback titolare era aperta tra Terry Bradshaw, Gilliam e Terry Hanratty. Gilliam fece meglio dei due compagni nella pre-stagione e Noll lo nominò titolare, il primo quarterback afro americano a partite come titolare nella giornata di debutto dalla fusione AFL-NFL nel 1970. Dopo una vittoria per 30–0 su Baltimore, apparve sulla copertina di Sports Illustrated. Anche se ebbe un record di 4-1-1 nelle prime sei partite, fu messo in panchina sul finire di ottobre a causa di prestazioni poco convincenti e perché ignorava le direttive della squadra. Dopo che i tifosi iniziarono a chiedere il ritorno di Terry Bradshaw, Gilliam ricevette numerose minacce di morte, alcune a sfondo razziale. Bradshaw tornò come titolare nel Monday night della settimana 7 e guidò la squadra alla vittoria del Super Bowl IX. La stagione 1975 fu l'ultima per Gilliam in un roster della NFL, con gli Steelers che si ripeterono come campioni nel Super Bowl X.
Gilliam ritenne che la perdita del ruolo di titolare ebbe motivazioni razziali. In un'intervista con The Tennessean un anno prima della sua morte, affermò: "Pensavo che se giochi bene, continui a giocare. Suppongo di non avere compreso quale fosse il significato di essere un quarterback nero all'epoca." Il wide receiver John Stallworth affermò che Gilliam venne messo in panchina per avere ignorato il piano partita di Chuck Noll e per i suoi problemi di abuso di sostanze e che non vi fossero problemi razziali all'interno della squadra. Egli affermò che Noll era "completamente indifferente" al colore della pelle e che non era razzista in alcun modo. Il linebacker Andy Russell disse che Gilliam era "immensamente dotato" come quarterback, ma che non riusciva a stare lontano dalle droghe.
In seguito Gilliam continuò a lottare contro le sue dipendenze, finendo anche per dormire sotto un ponte. Giocò con alcune franchigie semi-professionistiche prima di un breve ritorno della United States Football League, disputando 4 partite con i Washington Federals nel 1983. Morì nel 2000 per overdose di cocaina.

## Palmarès
- Super Bowl : 2

Pittsburgh Steelers: IX
- American Football Conference Championship: 2

Pittsburgh Steelers: 1975